# Call Lake Park
Call Lake Park är en park i Kanada.   Den ligger i provinsen British Columbia, i den centrala delen av landet, 3 700 km väster om huvudstaden Ottawa. Call Lake Park ligger 525 meter över havet.
Terrängen runt Call Lake Park är varierad. Runt Call Lake Park är det mycket glesbefolkat, med 3 invånare per kvadratkilometer.. Närmaste större samhälle är Smithers, 4,8 km väster om Call Lake Park.
I omgivningarna runt Call Lake Park växer i huvudsak blandskog.